# N900iS
FOMA N900iS（フォーマ・エヌ きゅう まる まる アイ・エス）は、NECによって開発された、NTTドコモの第三世代携帯電話 (FOMA) 端末製品である。

## 概要
N900iSは、2004年2月22日に販売された N900i のマイナーチェンジモデル。
形状はアークラインが特徴的な折りたたみ式で、カラーバリエーションはシルバー、ピンク、ブラック、レッドの四種類。
基本的な仕様はN900iと同一。
文字入力システムとして新たにT9ダイレクトを採用するなど、操作性の向上を中心とした調整がなされている。
型番末尾の S は、Second を意味している。
カメラ画素数は200万画素と表記してあるが、200万画素は記録画素数であり、有効画素数は100万画素である。

## 歴史
- 2004年4月12日: 電気通信端末機器審査協会 (JATE) による審査を通過。
- 2004年6月1日: F900iT・N900iS・P900iVの開発が発表。
- 2004年6月25日: N900iS 発売開始。